# IMPLYゲート
| 入力 | 入力 | 出力  |
| A    | B    | A → B |
| 0    | 0    | 1     |
| 0    | 1    | 1     |
| 1    | 0    | 0     |
| 1    | 1    | 1     |

IMPLYゲート は論理包含の論理ゲートである。論理含有と同じく、AならばBの真理値表に対応した論理ゲートであり、A→Bは¬A OR Bに対応する。他の論理ゲート（AND、OR、XOR）とは異なり、2つの入力は区別される。

## 記号
IMPLYゲートを表す記号は2種類（ANSI、IEC）ある。
|                                          |                              |
| Traditional IMPLY Symbol (MIL/ANSI) 記号 | IEEE IMPLY Symbol (IEC 記号) |

論理式では「→」を用いて、C = A → B = ¬ A OR B と表せる。

## 実装

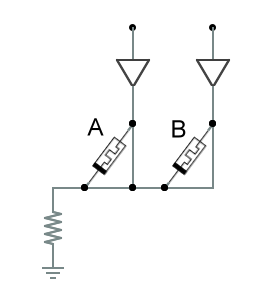
2つのメモリスタを用いたIMPLYゲート（図は間違っており、正しくはメモリスタの両端は導通していない）

IMPLYゲートは2つのメモリスタを用いて実装できる。メモリスタAに電圧をかけ、電流を測定する（入力A）。メモリスタBに電圧をかけ、電流を測定する（入力B）。左の入力端子にV_{COND}を、右の入力端子にV_{SET}を同時にかける（IMPLYを実行）。メモリスタAに電圧をかけ、電流を測定する。メモリスタBに電圧をかけ、電流を測定する（この測定結果が A IMPLY B である）。